# Municipio de Yecuatla
El municipio de Yecuatla se encuentra ubicado en la zona norte del Estado de Veracruz en la región llamada de Nautla, es uno de los 212 municipios de la entidad. Está ubicado en las coordenadas 19°52” latitud norte y 96°47” longitud oeste, y cuenta con una altura de 420 m s. n. m.
El municipio lo conforman 11.446 personas, es un municipio categorizado como semiurbano.
Yecuatla tiene un clima regularmente cálido y con abundantes lluvias en verano y algunas más en otoño.
El municipio de Yecuatla celebra sus tradicionales fiestas de carnaval en el mes de febrero, también celebran sus fiestas en honor a la virgen de la Asunción en el mes de agosto y en mayo es famosa su fiesta de primavera.

## Límites
- Norte: Colipa.
- Sur: Chiconquiaco.
- Este: Colipa.
- Oeste: Misantla.